# Mariano De Nicolò
Mariano De Nicolò (Cattolica, 22 gennaio 1932 – Coriano, 11 aprile 2020) è stato un vescovo cattolico italiano.

## Biografia
Nasce a Cattolica, oggi in provincia e diocesi di Rimini, il 22 gennaio 1932; è il terzogenito degli otto figli di Giuseppe e Teresina Vanni. È fratello di Pier Giacomo, arcivescovo titolare di Martana e Paolo De Nicolò, vescovo titolare di Mariana.

### Ministero sacerdotale
Il 9 aprile 1955, sabato santo, è ordinato presbitero a Cattolica, dal vescovo Emilio Biancheri.
Dal 1967 al 1984 svolge il suo ministero come cerimoniere pontificio durante i pontificati di Paolo VI, Giovanni Paolo I e Giovanni Paolo II e collaboratore del segretario generale del Concilio Vaticano II, il cardinale Pericle Felici. Presta il suo servizio presso il Pontificio consiglio per l'interpretazione dei testi legislativi.

### Ministero episcopale

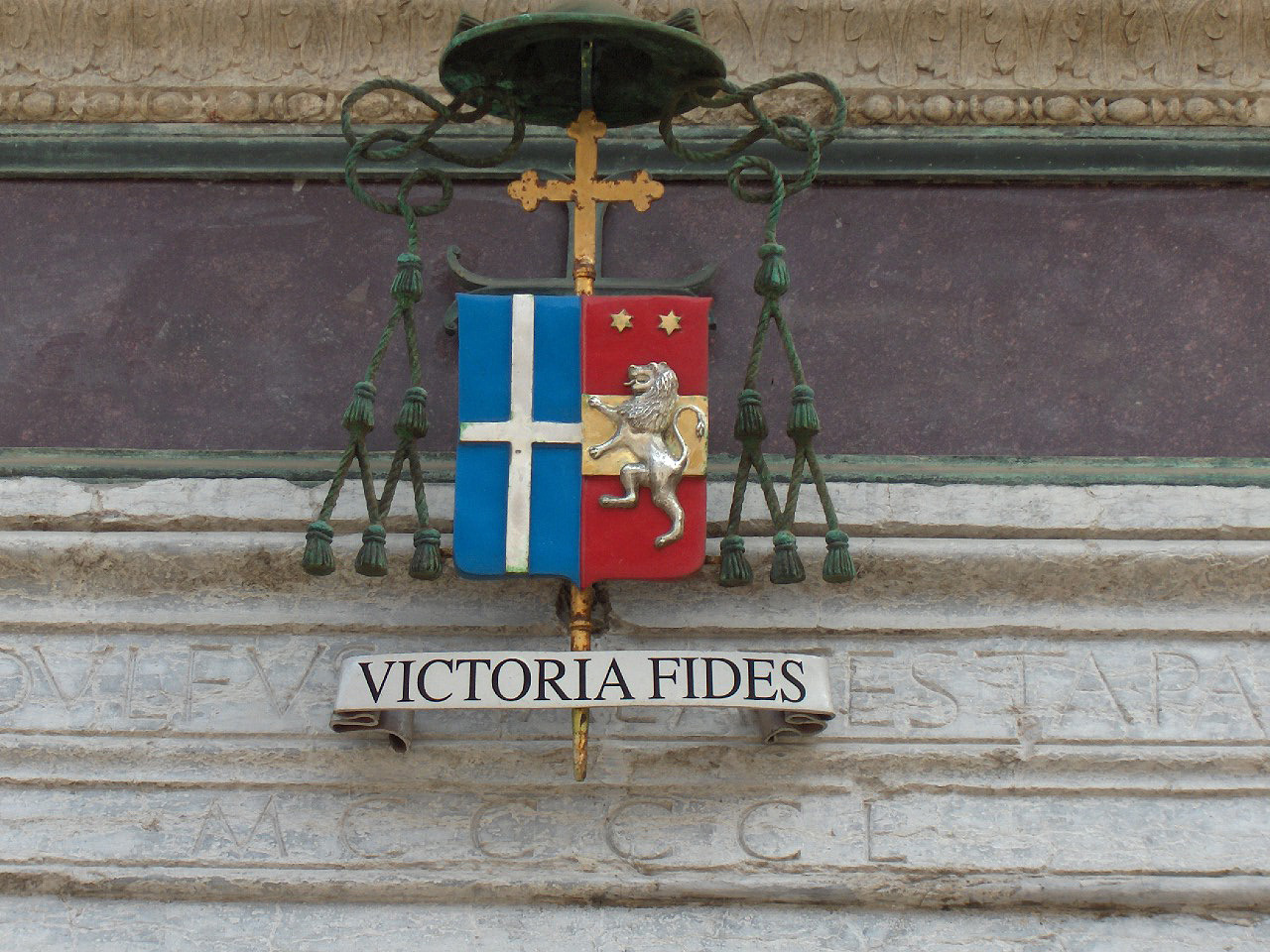
Stemma di mons. Mariano De Nicolò sul portale della cattedrale di Rimini.

L'8 luglio 1989 papa Giovanni Paolo II lo nomina vescovo delle diocesi di Rimini e di San Marino-Montefeltro, unite in persona episcopi; succede a Giovanni Locatelli, precedentemente nominato vescovo di Vigevano. Il 23 settembre successivo riceve l'ordinazione episcopale, nella cattedrale di Santa Colomba, dal cardinale Rosalio José Castillo Lara, co-consacranti gli arcivescovi Ersilio Tonini (poi cardinale) e Pier Giacomo De Nicolò. Durante la stessa celebrazione prende possesso della diocesi di Rimini.
Nel 1993 avvia a Rimini la missione diocesana di Kucova e nel 1998 la settimana biblica e i centri di ascolto del Vangelo.
Il 25 maggio 1995 lascia la guida della diocesi di San Marino-Montefeltro a Paolo Rabitti al quale, in veste di co-consacrante, conferisce l'ordinazione episcopale il 24 giugno dello stesso anno.
Nel 2000 concede la chiesa riminese delle Celle all'arcidiocesi ortodossa d'Italia e Malta e nel 2003 dona alla Chiesa d'Oriente una reliquia di San Nicola di Bari. Nel 2001 inaugura la nuova sede della Caritas.
Durante il suo episcopato a Rimini è tra i promotori della presenza di un polo universitario nella città, apre il processo di beatificazione della serva di Dio Sandra Sabattini, coordina il restauro del Tempio malatestiano, dona ai media diocesani la sede di palazzo Marvelli, alla comunità del seminario la nuova sede a Covignano (inaugurata nel settembre 2007), alla biblioteca e all'archivio diocesano un nuovo assetto e istituisce l'istituto superiore di scienze religiose di Rimini. In questi anni ordina 36 sacerdoti e avvengono due beatificazioni in diocesi: quella di Alberto Marvelli, nel 2004, e quella di Bruna Pellesi, nel 2007.
Il 9 novembre 2006 viene insignito della cittadinanza onoraria del comune di Rimini.
Il 3 luglio 2007 papa Benedetto XVI accoglie la sua rinuncia, presentata per raggiunti limiti di età; gli succede Francesco Lambiasi, fino ad allora assistente ecclesiastico generale dell'Azione Cattolica Italiana. Rimane amministratore apostolico della diocesi fino all'ingresso del successore, avvenuto il 15 settembre successivo.
Resta a vivere nel centro storico di Rimini fino al 2016, anno in cui, dopo una grave caduta, è accolto dalla Piccola famiglia dell'Assunta, in località Montetauro, nel comune di Coriano: lì si spegne l'11 aprile 2020, sabato santo, a 88 anni a seguito di una lunga malattia. Dopo le esequie, celebrate il 14 aprile in forma strettamente privata nella cattedrale di Rimini, viene sepolto nello stesso edificio.

## Genealogia episcopale
La genealogia episcopale è:
- Cardinale Scipione Rebiba
- Cardinale Giulio Antonio Santori
- Cardinale Girolamo Bernerio, O.P.
- Arcivescovo Galeazzo Sanvitale
- Cardinale Ludovico Ludovisi
- Cardinale Luigi Caetani
- Cardinale Ulderico Carpegna
- Cardinale Paluzzo Paluzzi Altieri degli Albertoni
- Papa Benedetto XIII
- Papa Benedetto XIV
- Cardinale Enrico Enriquez
- Arcivescovo Manuel Quintano Bonifaz
- Cardinale Buenaventura Córdoba Espinosa de la Cerda
- Cardinale Giuseppe Maria Doria Pamphilj
- Papa Pio VIII
- Papa Pio IX
- Cardinale Alessandro Franchi
- Cardinale Giovanni Simeoni
- Cardinale Antonio Agliardi
- Cardinale Basilio Pompilj
- Cardinale Adeodato Piazza, O.C.D.
- Cardinale José Humberto Quintero Parra
- Cardinale Rosalio José Castillo Lara, S.D.B.
- Vescovo Mariano De Nicolò

## Riconoscimenti
- Cittadinanza onoraria conferita dal comune di Rimini il 9 novembre 2006[4]